# Калоєв Віталій Костянтинович
́Віта́лій Костянти́нович Кал о́єв (ос. Калоты Къостайы фырт Витали, рід. 15 січня 1956, Орджонікідзе, Північно-Осетинська АРСР, РРФСР, СРСР) — радянський і російський архітектор, будівельник. Став відомий після того, як в 2004 році вбив авіадиспетчера Петера Нільсена, якого вважав винним в авіакатастрофі 1 липня 2002 року, що забрала життя його дружини і двох дітей. У 2005 році Калоєв був визнаний обмежено осудним і винним у вбивстві Нільсена, після чого почав відбувати термін. У 2007 році за зразкову поведінку достроково звільнений і повернувся на батьківщину.
З 2008 року по 2016 рік заступник міністра будівництва та архітектури Республіки Північна Осетія-Аланія. Депутат Зборів представників міста Владикавказ з 2019 року.

## Біографія
Народився в 1956 році в Орджонікідзе (нині Владикавказ) у родині педагогів. Батько працював шкільним учителем осетинської мови, мати — вихователькою в дитячому садку. Був молодшою дитиною в родині, мав двох братів і трьох сестер.
З відзнакою закінчив середню школу. Навчався в будівельному технікумі, служив в армії. Після звільнення в запас вступив на архітектурно-будівельний факультет Північнокавказького гірничо-металургійного інституту. Паралельно працював виконробом на будівництві. Після закінчення інституту здобув спеціальність архітектора. Брав участь у будівництві військового містечка «Супутник» під Владикавказом, призначеного для проживання радянських офіцерів, чиї частини виводилися з НДР.
У перебудовні 1980-ті роки організував будівельний кооператив.
До 1999 року очолював будівельне управління у Владикавказі.
У 1999 році уклав контракт з будівельною фірмою і поїхав в Іспанію, де працював архітектором: проєктував будинки для вихідців з Осетії.

## Родина
У 1991 році Віталій Калоєв одружився зі Світланою Пушкіновною Гагієвою (нар. 21 грудня 1958 року). Світлана закінчила в 1983 році економічний факультет СОГУ, здобувши фах економіста. Вона зробила кар'єру, пройшовши шлях від рядового співробітника банку до начальника відділу. Якийсь час працювала директором комерційного банку «Адамон Банк». На момент зустрічі з Калоєвим і аж до катастрофи Світлана працювала економістом і заступником директора з фінансів пивоварного комбінату «Дарьял».
У шлюбі у Калоєвих народилися двоє дітей — син Костянтин (народився 19 січня 1991 року у Владикавказі, був названий батьком на честь діда по батьківській лінії) і дочка Діана (народилася 7 березня 1998 року там же, ім'я було обрано матір'ю). Костянтин навчався у владикавказькій школі № 5, де встиг закінчити п'ять класів. Він захоплювався палеонтологією і космонавтикою.
Всі троє загинули в авіакатастрофі і були поховані у Владикавказі.
У червні 2018 року Калоєв дав інтерв'ю, в якому оголосив, що живе у фактичному шлюбі з новою дружиною Іриною (офіційно шлюб не оформлений, весілля пройшло за осетинським обрядом). У грудні того ж року у них народилася різностатева двійня — Софія і Максим.

## Авіакатастрофа над Боденським озером
До липня 2002 року Віталій Калоєв вже два роки як працював в Іспанії. Він завершив зведення котеджу під Барселоною, здав замовнику об'єкт і чекав сім'ю, яку не бачив дев'ять місяців. Світлана з дітьми до того моменту вже приїхала в Москву, але ніяк не могла купити квиток на літак і лише за три години до відльоту в аеропорту їй запропонували «гарячі» квитки на борт того самого літака «Башкирських авіаліній», який пізніше розбився в небі над Боденським озером.
2 липня 2002 року, дізнавшись про те, що трапилося, з Барселони відразу вилетів у Цюріх, а звідти — до Німеччини в Іберлинген, де сталася катастрофа. Спочатку поліцейські не хотіли пускати Віталія до місця катастрофи, але коли він пояснив, що там його дружина і діти, — пропустили. За словами Віталія, його доньку Діану знайшли в трьох кілометрах від місця падіння літака. Згідно документального фільму каналу National Geographic, Калоєв сам брав участь в пошукових роботах і знайшов спочатку порване намисто Діани, а потім і її тіло.

## Вбивство Петера Нільсена
Влітку 2003 року Калоєв разом з Юлією Федотовою, матір'ю ще однієї загиблої в авіакатастрофі дівчинки, приїхав в компанію управління повітряним рухом «Skyguide». За словами працівників компанії, під час траурної церемонії в Іберлингені, присвяченій річниці з дня авіакатастрофи, «один з родичів — чоловік з чорною бородою» — вів себе дуже «збуджено» і страшенно налякав главу компанії Алана Росье. Після чого цей чоловік нібито приїхав в офіс «Skyguide», де, спілкуючись з працівниками фірми, кілька разів запитував: «чи винен у трагедії диспетчер?» — і домагався зустрічі з Петером Нільсеном, який у вечір катастрофи був за диспетчерським пультом.
24 лютого 2004 року Петер Нільсен був убитий. Вбивство сталося на порозі будинку Нільсена. На наступний день Калоєва в його номері в готелі швейцарська поліція затримала. Основною версією вбивства, що розглдалася швейцарською поліцією, стала помста Калоєва. Сам Калоєв вини своєї не визнав, але і не заперечував її — даючи показання, він заявив, що пам'ятає тільки те, що прийшов до Нільсена, показав йому фотографію своєї сім'ї і зажадав вибачень. Нільсен вдарив Калоєва по руці і вибив фотографію, після чого у Калоєва, з його слів, настав провал у пам'яті. Калоєв завдав Нільсену складаним ножем 12 ножових поранень, від яких той помер на місці події.
Після вбивства диспетчера розслідування авіакатастрофи визнало помилку диспетчера однієї з безпосередніх причин катастрофи, проте в його діях не виявлено ознак халатності. Диспетчер працював в умовах перевантаження і на несправному обладнанні.
Одним з факторів, який призвів до катастрофи, була недбалість керівництва компанії Skyguide», в якій працював Нільсен. У травні 2006 року розпочався судовий процес за звинуваченнями в адресу восьми співробітників компанії Skyguide». Остаточне рішення було винесено у вересні 2007 року. Четверо менеджерів «Skyguide» були визнані винними в заподіянні смерті по необережності. Троє з них були засуджені до умовного ув'язнення, один до штрафу. Четверо інших обвинувачених були виправдані.

## Суд і тюремне ув'язнення
26 жовтня 2005 року Калоєв був визнаний винним Верховним судом кантону Цюріха і засуджений до восьми років ув'язнення. 8 листопада 2007 року рішенням суду він був звільнений за зразкову поведінку за відбуття частини строку. 13 листопада 2007 року Калоєв прибув у Північну Осетію, де був тепло зустрінутий в аеропорту.
Деякі ЗМІ вказують кровну помсту як мотив злочину, однак на судовому засіданні судді наголосили, що про кровну помсту не йдеться, позаяк вона не є традиційною для батьківщини Калоєва.

## Після звільнення
За повідомленням ряду російських ЗМІ, 9 серпня 2008 року, на другий день війни в Південній Осетії, Калоєв був помічений серед ополченців в Джаві. Пізніше його брат підтвердив, що Віталій дійсно був тоді в Південній Осетії, але його присутність була пов'язана з будівництвом Зарамагської ГЕС, і що він повернувся додому в ту ж ніч.
У 2008 році в Північній Осетії Калоєв був призначений заступником міністра архітектури та будівельної політики республіки. У 2016 році в день свого шістдесятиріччя вийшов на пенсію, за кілька днів до цього був нагороджений медаллю «На славу Осетії».
На виборах 8 вересня 2019 року обраний депутатом Зборів представників міста Владикавказ від «Єдиної Росії».
У 2018 знову одружився. В нього народилася двійня.